# Chris Shiflett
Christopher Aubrey Shiflett, (6 de mayo de 1971), más conocido como Chris Shiflett, es un guitarrista estadounidense de punk y rock alternativo, mayormente reconocido por ser miembro de la banda Foo Fighters.

## Biografía
Shiflett inició su carrera musical en una banda llamada Lost Kittenz en la que tocaba con los ahora miembros de Sugarcult. Tiempo después se unió como guitarrista residente de la energética y bien conocida banda punk del área de la Bahía de San Francisco No Use for a Name. Su salida de este grupo fue abrupta, pues se encontraban a punto de salir de gira para promocionar su álbum "More Betterness!". Fue reemplazado por Dave Nassie, guitarrista de la notable banda de metal californiana Suicidal Tendencies.
Los Foo Fighters habían perdido ya a sus dos guitarristas anteriores, Pat Smear (quien había tocado en la legendaria banda punk The Germs y fue el guitarrista de gira de Nirvana en sus últimos días) y Franz Stahl (excompañero de banda de Grohl en Scream) cuando se editó su tercer álbum "There is Nothing Left to Lose". Por este motivo, estaban audicionando guitarristas y fue esta una oportunidad que Shiflett no desaprovechó. Fue así como se unió al grupo poco después de la salida de dicho álbum, justo a tiempo para salir de gira con ellos. A partir del disco "One by One", siguió tocando como miembro de tiempo completo.
También participa actualmente en la banda punk rock de covers Me First and the Gimme Gimmes junto con Fat Mike de NoFX, además de su propio proyecto alterno Jackson United.
En 2010 grabó un disco llamado "Chris Shiflett and The Dead Peasants", mientras Foo Fighters se tomaba un descanso temporal.

## Proyectos paralelos y bandas de versiones
Además de sus deberes de tiempo completo con los Foo Fighters, Shiflett también toca en su propio proyecto paralelo, Jackson United , así como en Viva Death con su hermano, Scott. Para numerosos proyectos, Shiflett actuó bajo el nombre de Jake Jackson. A veces toca con la banda de covers Chevy Metal con su compañero de Foo Fighter Taylor Hawkins . Tocan canciones de bandas de rock clásico como Black Sabbath , Queen , ZZ Top y Rolling Stones .
Shiflett tiene un tatuaje en el interior de su labio inferior con las palabras "Gimme Gimme", aparentemente como un tributo a sus esfuerzos con la banda de versiones Me First and the Gimme Gimmes .
En 2009, Shiflett tocó en una banda llamada The Real McCoy, que fue fundada por Andy McCoy , el guitarrista de la antigua banda de rock finlandesa Hanoi Rocks . La banda se separó después de solo tres conciertos.
En 2010, Shiflett creó un nuevo proyecto paralelo orientado al country , Chris Shiflett & the Dead Peasants , y lanzó un álbum homónimo en julio. En 2011, Shiflett actuó en las protestas de Wisconsin de 2011 en Madison. También actuó en el mitin contra la guerra de la coalición ANSWER (Actúa ahora para detener la guerra y acabar con el racismo). Shiflett actuó en el mitin de apertura en la marcha de una milla y media desde Hollywood y Vine hasta Hollywood y Highland el 19 de marzo de 2011.
En 2013, Shiflett anunció que lanzaría un nuevo álbum de su proyecto de país, Chris Shiflett & The Dead Peasants, llamado All Hat And No Cattle . El álbum de versiones de honky-tonk y pistas originales salió el 30 de julio de 2013 a través de Side One Dummy Records.

## Trivia
- Para varios proyectos, ha utilizado el seudónimo Jake Jackson.
- Tiene un tatuaje en la parte interna de su labio inferior.
- Para la gira Foozer con Weezer en el 2005, mandó a hacer plumillas de guitarra personalizada con una foto de su hijo y el texto "#1 Dad" escrito debajo.

- Su hermano Scott Shiflett tocaba en la banda de punk rock Face to Face, y ahora lo hace para Viva Death.
- Se encuentra casado y tiene tres hijos: Liam John, Dashiel Ellis y Eamon Riley.
- Es un reconocido seguidor del Arsenal Football Club de la Premier League inglesa.

## Discografía

### ConFoo Fighters
- 2002. One by One
- 2005. In Your Honor
- 2006. Skin And Bones
- 2007. Echoes, Silence, Patience and Grace
- 2009. Foo Fighters Greatest Hits (recopilatorio)
- 2011. Wasting Light
- 2014. Sonic Highways
- 2015. Saint Cecilia (EP)
- 2017. Concrete and Gold
- 2021. Medicine at Midnight
- 2023. But Here We Are

### ConJackson United
- 2003. Jackson EP
- 2005. Western Ballads
- 2008. Harmony & Dissidence

### ConMe First and the Gimme Gimmes
- 1997. Have a Ball
- 1998. Are a Drag
- 2001. Blow in the Wind
- 2001. Turn Japanese (EP)
- 2003. Take a Break
- 2004. Ruin Jonny's Bar Mitzvah (álbum en directo)
- 2006. Love Their Country
- 2008. Have Another Ball (recopilatorio)
- 2011. Go Down Under (EP)
- 2011. Sing In Japanese (EP)

### ConNo Use For A Name
- 1997. Making Friends
- 1999. More Betterness!

### Como solista
- 2010. Chris Shiflett and The Dead Peasants
- 2012. All Hat and No Cattle
- 2017. West Coast Town

## Filmografía
| Año  | Película   | Rol            | Notas                                   |  |
| ---- | ---------- | -------------- | --------------------------------------- |  |
| 2005 | Cake Boy   | Club Bartender | Cameo                                   |  |
| 2022 | Studio 666 | Él mismo       | Junto a los integrantes de Foo Fighters |  |